# Іван Белостенець
Іван Белостенець (хорв. Ivan Belostenec; 1593/1594 ‒ 10 лютого 1675) — хорватський лексикограф, поет і католицький діяч.

## Життєпис
Народився у Вараждині Про дитинство відомостей обмаль, але знано, що перебував серед користувачів кайкавиці. У 1616 році вступив до ордену Отців паулінів. Вивчав філософію у Відні, богослов'я в Римі. Потім був абатом паулінських монастирів у Лепоглаві, Светицях біля Озаля та Св. Єлени біля Чаковця, візитатором в Істрії, провінціалом. Подорожуючи Хорватією, він збирав і вивчав діалекти. З 1663 року і до самої смерті він проживав у монастирі паулінів у Лепоглаві. Помер 1675 року.

## Творчість
Писав вірші (на тепер втрачені) та проповіді. Основна його праця — двомовний 2-томний енциклопедичний словник «Gazophylacium, seu Latino-Illyricorum onomatum aerarium» («Скарбниця латино-іллірійських слів»). Другий том словника має назву «Gazophylacium illyrico-latinum». Робота залишилася незавершеною. Крім багатства слів (близько 40 тис. на 2 тис. сторінках тексту), цей словник важливий своєю тридіалектною (кайкавсько-чакавсько-штокавською) мовною концепцією, характерною для представників озальського літературно-лінгвістичного гуртка, відповідно до якоїавтор намагався поєднати на кайкавській основі словарний склад цих нарічь, використовуючи синоніми. Для подолання найзначніших фонетичних різниць Белостенець впровадив особливі графічні знаки. Остаточно словник підготували до друку Єролім Орлович і Андрія Мужар 1740 року.
Крім того, в його доробку є «Збірка паулінських гімнів» (1644 рік), що містить богослужбові тексти і пісні; «Богомила солодкопопівка із зерна Св. Павла» (1665 рік); «Sacri sermones in sacratissimum festum Corporis Christi» (1672 рік) — проповіді для Свята Тіла і Крові Христових.